# Skauch
Skauch är det svenska punkrockbandet Millencolins andra EP, utgiven 23 juli 1994 på Burning Heart Records. Den var ursprungligen tänkt att vara en singel för låten "The Einstein Crew", från studioalbumet Same Old Tunes, men bandet beslutade att spela in några coverlåtar och utöka skivan till en EP.
Skivans omslagsbild visar en gul fågel som återfinns på flera andra av bandets skivor. Den cirkulära Millencolin Skauch-logon i det övre högra hörnet imiterar logon hos skateboardföretaget Foundation.

## Låtlista
1. "The Einstein Crew" – 3:07
2. "Yellow Dog" – 2:58
3. "Knowledge" (Operation Ivy-cover) – 1:31
4. "A Whole Lot Less" (Sub Society-cover) – 1:55
5. "Coolidge" (Descendents-cover) – 2:24
6. "That's Up to Me" (Scumback-cover) – 2:00

## Medverkande musiker
- Nikola Sarcevic - sång, bas
- Erik Ohlsson - gitarr
- Mathias Färm - gitarr
- Fredrik Larzon - trummor